# Palacio Quemado
Il Palacio Quemado, ufficialmente conosciuto come Palacio de Gobierno, è la sede centrale del potere esecutivo della Bolivia e al suo interno hanno sede gli uffici del Presidente dello Stato Plurinazionale della Bolivia. È situato a La Paz, lungo la Calle Comercio e si affaccia sulla centrale Plaza Murillo.
Il nome popolare dell'edificio è dovuto ad un incendio che nel 1875 lo danneggiò gravemente.
Dopo la costruzione della Grande casa del popolo, voluta dal presidente Evo Morales (2018-2019), non fu utilizzato come sede del potere esecutivo, poiché questa divenne la neocostruita Grande casa del popolo.
Fu utilizzato nuovamente dal governo Jeanine Áñez (2019-2020) fino all'elezione di Luis Arce, a presidente della Bolivia, che trasferì la sede del governo nuovamente alla Grande casa del popolo.

## Storia
Sull'area dove oggigiorno sorge l'attuale Palacio Quemado fu costruito tra il 1559 ed il 1561, per volontà delle autorità coloniali spagnole, il cabildo di La Paz. A seguito dell'indipendenza boliviana l'edificio fu riconvertito a sede del governo e della prefettura della città di La Paz. Nel 1846, sotto la presidenza di José Ballivián, il cabildo fu demolito e furono intrapresi i lavori di costruzione, affidati all'architetto José Núñez del Prado, dell'odierno palazzo. A causa di una serie di ritardi, l'edificio fu inaugurato dal presidente Manuel Isidoro Belzu solamente il 25 marzo 1853.
Proprio all'interno del Palacio Quemado Belzu sarà assassinato da un sicario del futuro presidente boliviano Mariano Melgarejo il 23 marzo 1865. Il 20 marzo 1875, durante una rivolta guidata da Carlos Ressini e Modesto Moscoso contro il presidente Tomás Frías Ametller, la folla cercò di penetrare all'interno dell'edificio. Non riuscendovi, alcuni dei rivoltosi salirono sulla limitrofa cattedrale cittadina ed iniziarono a lanciare torce incendiarie contro il palazzo presidenziale che prese così fuoco. Gravemente danneggiato, fu restaurato a partire dal 1882. A causa dell'inagibilità dello stabile, gli uffici presidenziali furono trasferiti in un palazzo distante pochi isolati, mentre i governi presero a risiedere stabilmente a Sucre.
Al termine della guerra civile del 1898-99, il Palacio Quemado fu ufficialmente designato come Sede presidenziale.
In occasione del centenario della Bolivia, il presidente Bautista Saavedra ordinò un restauro complessivo dell'edificio che apporterà, tra gli altri interventi, il rifacimento del tetto e la scomparsa della cavallerizza. Il 21 aprile 1946 la folla assaltò il palazzo, assassinò il presidente Gualberto Villarroel e ne appese il cadavere ad uno dei lampioni di Plaza Murillo.
Il 26 giugno 2024, alcune parti dell'edificio è stato danneggiato per il tentativo colpo di Stato da parte di un gruppo di militari.